# Привалова, Ирина Анатольевна
Ири́на Анато́льевна Прива́лова (в первом браке — Сергеева; род. 22 ноября 1968, Малаховка, Московская область) — советская и российская легкоатлетка, олимпийская чемпионка 2000 года, многократная чемпионка мира, Европы, СССР, России. Заслуженный мастер спорта России. Первый вице-президент и член Президиума Всероссийской федерации лёгкой атлетики (ВФЛА) с 30 ноября 2020 года. Исполняющая обязанности президента ВФЛА (февраль 2021 года — декабрь 2022).

## Биография
Родилась в спортивной семье. Отец — Анатолий Алексеевич Привалов, родился на Камчатке. Окончил МВТУ им. Баумана и академию внешней торговли СССР. Работал в системе Торгово-промышленной палаты СССР.
Начинала как прыгунья в высоту. В возрасте 13 лет освоила также прыжки в длину и спринт. С 17 лет, после поступления на журфак МГУ, пришла к тренеру Владимиру Паращуку, который чётко определил её специализацию — бег на короткие дистанции.
В начале карьеры выступала под фамилией Сергеева. Многие годы она считалась одной из лучших белых спринтеров, и её рекорды в помещении на дистанции 50 м и 60 м сохранились до сего дня. На протяжении всей карьеры тренировалась под руководством Владимира Паращука. На Чемпионате мира по лёгкой атлетике 1993 в Штутгарте Ирина Привалова выиграла золотую медаль в эстафете 4×100 м. На Олимпийских играх 1992 в Барселоне она завоевала бронзовую медаль на дистанции 100 м, а также серебряную в эстафете 4×100 м, выступая за Объединённую команду. В 1994 году стала европейской чемпионкой на 100 м и 200 м, в 1998 году — на 200 м.
В 1994 году Европейская легкоатлетическая ассоциация присудила Приваловой премию «Лучший легкоатлет Европы» среди женщин.
В последние годы своей карьеры Ирина Привалова стала бегать и на более длинные дистанции. На Олимпийских играх 2000 в Сиднее она выиграла «золото» в забеге на 400 м с барьерами. Кроме того, завоевала бронзовую медаль в составе российской эстафеты 4×400 м.
Ирина Привалова пропустила Олимпийские игры в Афинах (2004), так как посвятила время своей семье. Готовилась к Олимпийским играм в Пекине (2008), участвовала в нескольких стартах на спринтерских дистанциях, но не прошла отборочные соревнования.
Привалова — действующая обладательница семи рекордов России на различных дистанциях (100 и 200 м, эстафеты 4×100 м и 4×400 м на открытом воздухе; 50, 60 и 200 м в залах). Кроме того, результаты Приваловой на 50 и 60 м в зале являются и мировыми рекордами (с 1995 года), а результат на 200 м в зале — рекордом Европы.
В феврале 2022 года появилась информация о том, что Ирина Привалова провалилась под лёд на Москва-реке и едва не утонула. Спасатели вытянули её из ледяной полыньи при помощи телескопического устройства. Позднее сама Привалова опровергла это.

## Награды и звания
- Заслуженный мастер спорта России
- Орден Дружбы народов (16 декабря 1993) — за выдающиеся спортивные достижения и активную работу по пропаганде спорта[10]
- Орден Почёта (19 апреля 2001) — за большой вклад в развитие физической культуры и спорта, высокие спортивные достижения на Играх XXVII Олимпиады 2000 года в Сиднее[11]

## Личная жизнь
Первый муж (вышла замуж в 18 лет) — спортсмен-легкоатлет и журналист Евгений Сергеев, от которого у Ирины сын Алексей (разошлись почти сразу после рождения ребенка). Второй муж — личный тренер Владимир Паращук (скончался в 2017 году), две дочери — Мария (род. 25.12.2001) и Екатерина (род. 2005).